# Nonea micrantha
Nonea micrantha är en strävbladig växtart. Nonea micrantha ingår i släktet nonneor, och familjen strävbladiga växter.

## Underarter
Arten delas in i följande underarter:
- N. m. bourgaei
- N. m. micrantha

## Bildgalleri

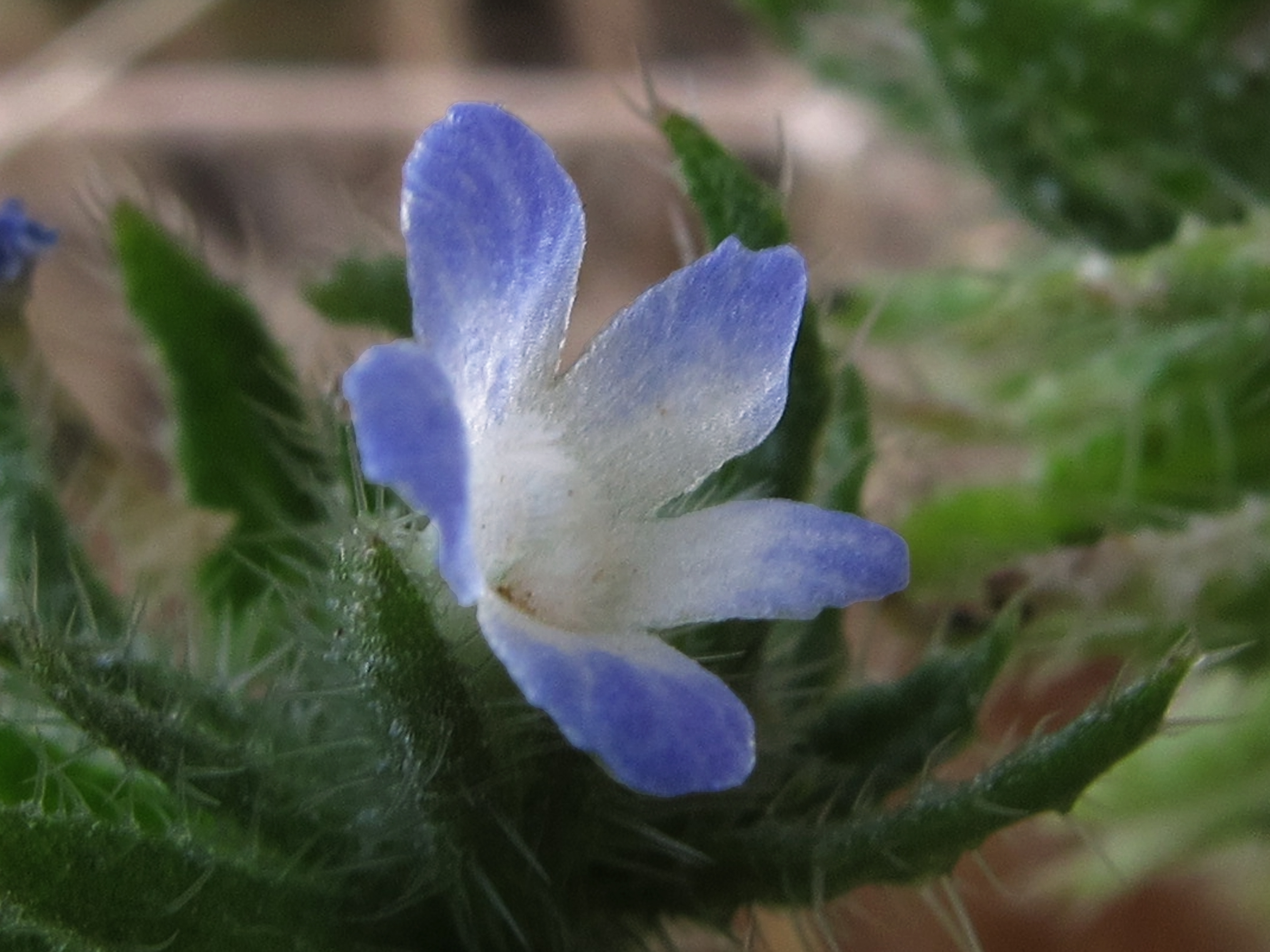
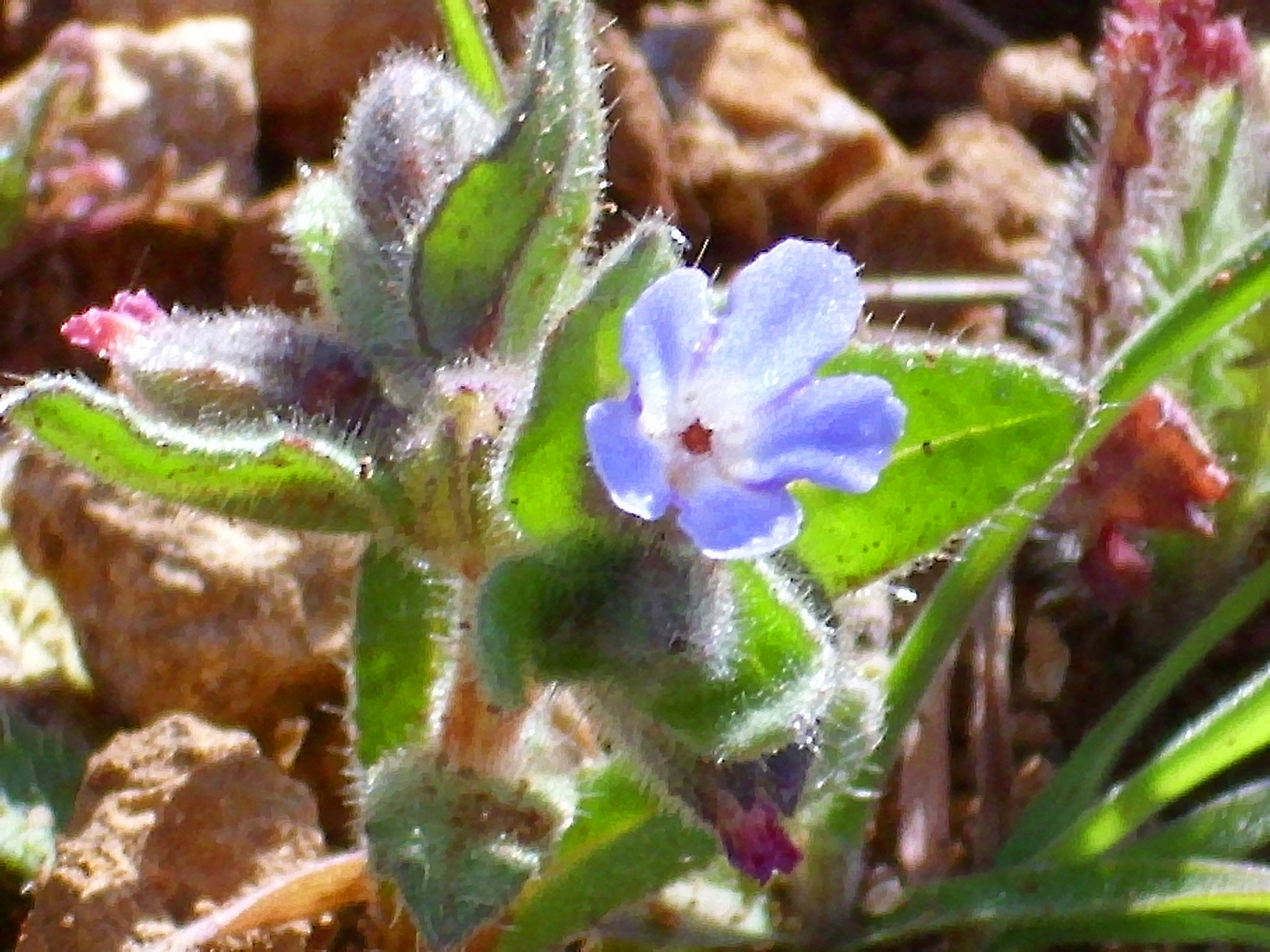